# داتچ فلت (کالیفرنیا)
داتچ فلت (به انگلیسی: Dutch Flat) یک منطقهٔ مسکونی در ایالات متحده آمریکا است که در شهرستان پلاسر، کالیفرنیا واقع شده‌است. داتچ فلت ۱٫۵۳۵ کیلومتر مربع مساحت و ۱۶۰ نفر جمعیت دارد و ۹۵۸٫۳ متر بالاتر از سطح دریا واقع شده‌است.